# Mentanarvirðisløn M. A. Jacobsens
De Mentanarvirðisløn M. A. Jacobsens ("M. A. Jacobsens Cultuurprijs") is de belangrijkste Faeröerse literatuurprijs. Sinds 1983 wordt onder dezelfde naam ook een onderscheiding toegekend voor andere cultuuruitingen.

## Beschrijving

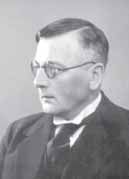
M.A. Jacobsen

De Mentanarvirðisløn M. A. Jacobsens is ingesteld in 1958 en wordt jaarlijks toegekend door de gemeente Tórshavn, de hoofdstad van de eilandengroep. Hij wordt uitgereikt op 17 september, de geboortedag van Mads Andreas Jacobsen (1891-1944), de Faeröerse taalkundige en politicus naar wie de onderscheiding is genoemd. Tot 1969 werd slechts één prijs toegekend, die echter soms door twee auteurs moest worden gedeeld. Sinds dat jaar worden echter afzonderlijke prijzen toegekend in de categorieën fictie en non-fictie. In 1983 werd onder dezelfde naam een derde onderscheiding ingesteld voor andere cultuuruitingen, zoals theater. Omdat jaarlijkse toekenning van de prijs niet verplicht is, wordt hij soms niet of niet in alle categorieën toegekend.
Vrijwel alle prijswinnaars zijn of waren afkomstig van de Faeröer. De meeste onderscheiden boeken werden in het Faeröers geschreven. De onderscheiding is echter ook wel toegekend voor werken die in het Deens verschenen, bijvoorbeeld in 1975 aan William Heinesen. In 2007 was de prijs gedoteerd met 20.000 Faeröerse kronen.

## Winnaars

#### 1958-1968
| Jaar | Winnaar(s)                          |
| ---- | ----------------------------------- |
| 1958 | Jóan Chr. Poulsen T.N. Djurhuus     |
| 1959 | R. K. Rasmussen Jens Pauli Heinesen |
| 1960 | Valdemar Poulsen                    |
| 1961 | Karsten Hoydal                      |
| 1962 | Martin Joensen                      |
| 1963 | Poul F. Joensen                     |
| 1964 | Heðin Brú                           |
| 1965 | Christian Matras Páll J. Nolsøe     |
| 1966 | Hans Dalsgaard J. Símun Hansen      |
| 1967 | Johanna Maria Skylv-Hansen          |
| 1968 | Robert Joensen                      |

#### Vanaf 1969
| Jaar | Winnaar(s) fictie                 | Winnaar(s) non-fictie                        | Winnaar(s) andere cultuurvormen |
| ---- | --------------------------------- | -------------------------------------------- | ------------------------------- |
| 1969 | Jens Pauli Heinesen Rói Patursson | Hans J. Glerfoss H. D. Joensen               | --                              |
| 1970 | niet toegekend                    | niet toegekend                               | --                              |
| 1971 | niet toegekend                    | niet toegekend                               | --                              |
| 1972 | niet toegekend                    | niet toegekend                               | --                              |
| 1973 | Jens Pauli Heinesen Regin Dahl    | Einar Joensen en Pól Petersen Katrina Østerø | --                              |
| 1974 | Guðrið Helmsdal                   | Jákup í Jákupsstovu                          | --                              |
| 1975 | William Heinesen                  | Sámal Johansen                               | --                              |
| 1976 | Richard Long                      | Óluva Skaale Marius Johannesen               | --                              |
| 1977 | Alexandur Kristiansen             | Jeffrei Henriksen                            | --                              |
| 1978 | Hans Thomsen                      | Maria Eide Petersen                          | --                              |
| 1979 | Regin Dahl                        | Bjarni Niclasen                              | --                              |
| 1980 | Christian Matras                  | Hanus Andreassen                             | --                              |
| 1981 | Steinbjørn B. Jacobsen            | Erlendur Patursson                           | --                              |
| 1982 | Gunnar Hoydal                     | Jóannes Rasmussen                            | --                              |
| 1983 | Oddvør Johansen                   | Jørgen M. Olsen                              | Petur W. Háberg                 |
| 1984 | Jóanes Nielsen                    | Jóhannes av Skarði                           | niet toegekend                  |
| 1985 | Heðin M. Klein                    | Niels Juel Arge                              | Kristian O. Viderø              |
| 1986 | Hanus Andreassen                  | Hans Jacob Debes                             | niet toegekend                  |
| 1987 | Astrid Joensen                    | Eyðun Andreassen                             | Sigurð Joensen                  |
| 1988 | Rói Patursson                     | Sigurd Berghamar                             | Karsten Hoydal                  |
| 1989 | Carl Jóhan Jensen                 | Axel Tórgarð                                 | niet toegekend                  |
| 1990 | D. P. Danielsen                   | Svenning Tausen                              | niet toegekend                  |
| 1991 | Bárður Jákupsson                  | Jóhan Hendrik Winther Poulsen                | niet toegekend                  |
| 1992 | Tóroddur Poulsen                  | niet toegekend                               | niet toegekend                  |
| 1993 | Jens Pauli Heinesen               | Malan Marnersdóttir                          | Oskar Hermannsson               |
| 1994 | niet toegekend                    | Jógvan Isaksen                               | niet toegekend                  |
| 1995 | Kári P. (Petersen)                | Martin Næs                                   | niet toegekend                  |
| 1996 | niet toegekend                    | Elin Súsanna Jacobsen                        | Árna Dahl                       |
| 1997 | Petur Jensen                      | Doris Hansen                                 | Ólavur Hátún                    |
| 1998 | niet toegekend                    | J.P. Gregoriussen                            | Frits Johannesen                |
| 1999 | niet toegekend                    | Dorete Bloch                                 | Martin Tórgarð                  |
| 2000 | Oddfríður Marni Rasmussen         | Zakarias Wang                                | Rigmor Restorff                 |
| 2001 | Annfinnur í Skála                 | Bogi Hansen                                  | Zacharias Hammer                |
| 2002 | Oddvør Johansen                   | Andras Mortensen                             | Kristian Blak                   |
| 2003 | niet toegekend                    | Marianne Clausen                             | Vilhelm Magnussen               |
| 2004 | Sigri Mitra Gaïni                 | Gianfranco Contri                            | Mortan Winther Poulsen          |
| 2005 | niet toegekend                    | Turið Kjølbro                                | Jón Tyril                       |
| 2006 | Carl Jóhan Jensen                 | Guðrun Gaard                                 | Ebba Hentze                     |
| 2007 | Martin Joensen                    | Petur Jacob Sigvardsen                       | Laura Joensen                   |
| 2008 | Sólrún Michelsen                  | Hanus Kjølbro                                | Anna Kirstin Thomsen            |
| 2009 | Vida Akselsdóttir Højgaard        | Birgar Johannessen                           | Arnbjørn Ólavson Dalsgarð       |
| 2010 | Tóroddur Poulsen                  | Rógvi Mouritsen                              | Bjørki Geyti                    |
| 2011 | niet toegekend                    | Nicolina Jensen Beder                        | Jógvan Isaksen                  |
| 2012 | Jóanes Nielsen                    | Eivind Weyhe                                 | Jens-Kjeld Jensen               |
| 2013 | Katrin Ottarsdóttir               | Poul Jespersen                               | Turið Sigurðardóttir            |
| 2014 | Kim Simonsen                      | Óli Olsen                                    | Margreta Næss                   |
| 2015 | Carl Jóhan Jensen                 | Jóan Pauli Joensen                           | Jákup Veyhe                     |
| 2016 | Heðin M. Klein                    | niet toegekend                               | Eilif Samuelsen                 |
| 2017 | Sissal Kampmann                   | niet toegekend                               | Simme Arge Jacobsen             |
| 2018 | Rannvá Holm Mortensen             | niet toegekend                               | Edward Fuglø                    |
| 2019 | Oddfríður Marni Rasmussen         | Hanus Kamban                                 | Bernharður Wilkinson            |
| 2020 | Lív Maria Róadóttir Jæger         | Hjalmar P. Petersen                          | Jógvan D. Hansen                |
| 2021 | niet toegekend                    | Jógvan í Lon Jacobsen                        | Trond Trosterud                 |
| 2022 | Carl Jóhan Jensen                 | Nils Ohrt                                    | Det Feröische Compagnie         |
| 2023 | Katrin Ottarsdóttir               | Silas Olofson en Jórun Pólsdóttir            | Trygvi Danielsen                |